# 第91回凱旋門賞

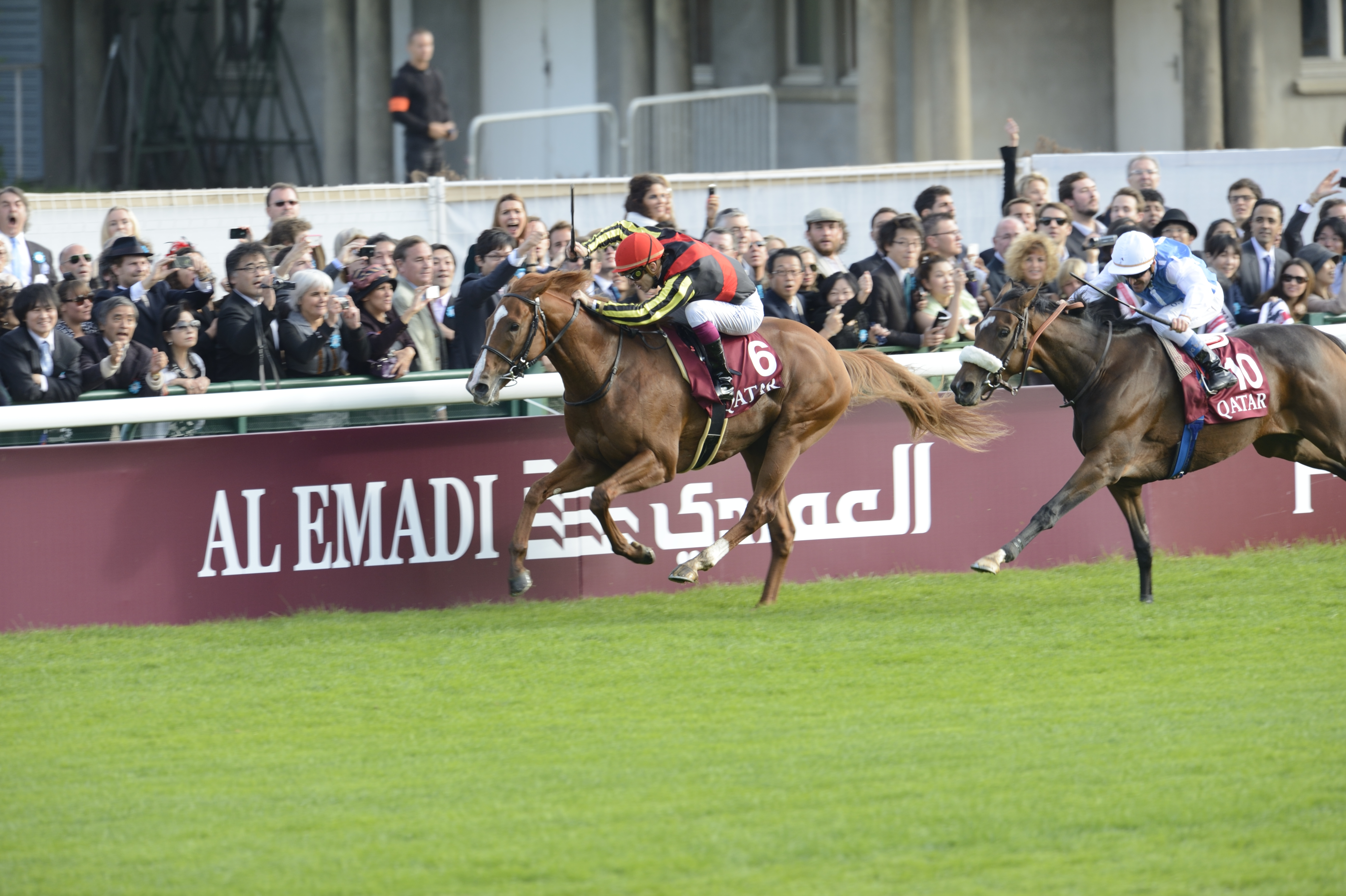
オルフェーヴル（ゴール前）

第91回凱旋門賞（だい91かいがいせんもんしょう）とは、2012年10月7日にフランスのロンシャン競馬場において芝2400メートルで行われた競馬の競走である。ソレミアが優勝。日本からは、前年のクラシック三冠馬であるオルフェーヴルが挑戦したが、2着に惜敗した。

## 条件
- 発走：15時25分[1]（日本時間23時25分）
- 賞金総額：4,000,000ユーロ[2]（1着賞金2,285,600ユーロ）
- 出走条件：3歳以上牡牝[1]
- 天候：
- 馬場：Collant（日本の不良馬場に相当）[3]

## オルフェーヴルのフランス遠征
前年にクラシック三冠を達成したオルフェーヴルの管理調教師である池江泰寿は、菊花賞に勝利した後に「目標は、ボクの夢である凱旋門賞です」と発言している。
また、その後有馬記念に勝利した際には、ドバイへの遠征も視野に入れたコメントを残している。
しかし、当年の阪神大賞典でコースを逸走して2着に敗れ、続く天皇賞（春）でも見せ場無く11着に惨敗すると、「今の状況で欧州遠征のプランは掲げられない」と大きくトーンダウンした。
背水の陣で挑んだ宝塚記念では「7割程度」の出来と言われながらも2着に2馬身をつけて勝利し復活をアピール、凱旋門賞挑戦が正式に決定された。また、騎手はデビュー以来手綱をとり続けてきた池添謙一に代わり、クリストフ・スミヨンが起用されることとなった。
フランスへの遠征では、前哨戦としてフォワ賞に出走した。5頭でのレースとなったがG1を3勝していたミアンドルらを退けて優勝。直後にはブックメーカーのオッズで1番人気に推されるなど大きな注目を集めるようになった。

## レース施行前の状況

### 主な前哨戦の結果
| 施行日   | レース名                              | 格 | 着順 | 競走馬名         |
| -------- | ------------------------------------- | -- | ---- | ---------------- |
| 07月21日 | キングジョージ6世&クイーンエリザベスS | G1 | 1着  | デインドリーム   |
| 07月21日 | キングジョージ6世&クイーンエリザベスS | G1 | 2着  | ナサニエル       |
| 09月02日 | バーデン大賞                          | G1 | 1着  | デインドリーム   |
| 09月08日 | アイリッシュチャンピオンステークス    | G1 | 1着  | スノーフェアリー |
| 09月16日 | ヴェルメイユ賞                        | G1 | 1着  | シャレータ       |
| 09月16日 | フォワ賞                              | G2 | 1着  | オルフェーヴル   |
| 09月16日 | ニエル賞                              | G2 | 1着  | サオノワ         |

### 各馬の状況
前年の凱旋門賞優勝馬であるデインドリームは、凱旋門賞の直後にジャパンカップに挑戦したが6着に敗退。この年は、地元・ドイツのG2競走を勝利した後にサンクルー大賞で4着。そこからはキングジョージ6世&クイーンエリザベスステークス、バーデン大賞と連勝を飾っていた。前年の2着馬のシャレータも、同じくジャパンカップに挑戦し7着。この年はフランスのG3競走、G2競走、G1競走（サンクルー大賞）と善戦するも勝ちきれないレースが続いたが、秋になりヨークシャーオークス、ヴェルメイユ賞と連勝した。前年3着のスノーフェアリーは、イギリスチャンピオンステークス3着の後に日本に遠征し、エリザベス女王杯2連覇を達成。この年はアイルランドチャンピオンステークスで優勝した。
しかし、直前になってこれらの有力馬に回避が相次いだ。スノーフェアリーが故障により、デインドリームがドイツで発生した馬伝染性貧血による移動制限により出走を断念。また、前年のキングジョージ6世&クイーンエリザベスステークス優勝馬で当年もハナ差2着に好走していたナサニエルが熱発により回避することとなった。これにより、古馬ではシャレータや当年のキングジョージ6世&クイーンエリザベスステークス5着のシームーンらが実績上位馬として出走することとなった。
一方3歳馬は、セントレジャーステークスで敗れイギリスクラシック三冠を逃したキャメロットが直前になって出走を表明。
それまでの主戦騎手であるジョセフ・オブライエンは56kgでの騎乗には減量が必要となるため、ランフランコ・デットーリが騎乗することとなった。
また、当年のジョッケクルブ賞（フランスダービー）優勝馬で、前哨戦のニエル賞にも優勝したサオノワ、アイリッシュオークス勝ち馬のグレートヘヴンズらも出走してきた。
当年はペースメーカーとして、オルフェーヴル陣営がアヴェンティーノを、キャメロット陣営がアーネストヘミングウェイとロビンフッドを登録した。

## 出走表
| 枠番 | 馬番 | 馬名（生産国）                               | 調教国       | 性齢 | 斤量 (kg) | 騎手                             | 調教師                                      |
| 1    | 9    | ハヤランダ Haya Landa ()                     | フランス     | 牝4  | 58.0      | F.ブロンデル Franck Blondel      | L.オードン Mme Audon                        |
| 2    | 16   | サオノワ Saonois ()                          | フランス     | 牡3  | 56.0      | A.アムラン Antoine Hamelin       | J.ゴーヴァン Jean-Pierre Gauvin             |
| 3    | 17   | イエローアンドグリーン Yellow And Green ()   | フランス     | 牝3  | 54.5      | T．テュリエ Thierry Thulliez     | N.クレメント Nicolas Clement                |
| 4    | 15   | アーネストヘミングウェイ Ernest Hemingway () | アイルランド | 牡3  | 56.0      | C.オドノヒュー Colm O'Donoghue   | A.オブライエン Aidan O'Brien                |
| 5    | 13   | キャメロット Camelot ()                      | アイルランド | 牡3  | 56.0      | L.デットーリ Lanfranco Dettori   | A.オブライエン Aidan O'Brien                |
| 6    | 10   | ソレミア Solemia ()                          | フランス     | 牝4  | 58.0      | O.ペリエ Olivier Peslier         | C.ラフォンパリアス Carlos Laffon-Parias     |
| 7    | 18   | グレートヘヴンズ Great Heavens ()            | イギリス     | 牝3  | 54.5      | W.ビュイック William Buick       | J.ゴスデン John Gosden                      |
| 8    | 7    | アヴェンティーノ Aventino ()                 | 日本         | 牡8  | 59.5      | A.クラストゥス Anthony Crastus   | 池江泰寿 Yasutoshi Ikee                     |
| 9    | 4    | ミハイルグリンカ Mikhail Glinka ()           | チェコ       | 牡5  | 59.5      | M.デムーロ Mirco Demuro          | A.シャヴイエヴ Aarslangirfy Savujev         |
| 10   | 2    | セントニコラスアビー St Nicholas Abbey ()    | アイルランド | 牡5  | 59.5      | J.オブライエン Joseph O'Brien    | A.オブライエン Aidan O'Brien                |
| 11   | 8    | シャレータ Shareta ()                        | フランス     | 牝4  | 58.0      | C.ルメール Christophe Lemaire    | A.ドゥロワイエデュプレ Alain de Royer-Dupre |
| 12   | 5    | ロビンフッド Robin Hood ()                   | アイルランド | 牡4  | 59.5      | S.ヘファナン Seamie Heffernan    | A.オブライエン Aidan O'Brien                |
| 13   | 3    | ミアンドル Meandre ()                        | フランス     | 牡4  | 59.5      | M.ギュイヨン Maxime Guyon        | アンドレ・ファーブル Andre Fabre            |
| 14   | 11   | ベイリル Bayrir ()                           | フランス     | 牡3  | 56.0      | G.モッセ Gerald Mosse            | A.ドゥロワイエデュプレ Alain de Royer-Dupre |
| 15   | 12   | ケザンプール Kesampour ()                    | フランス     | 牡3  | 56.0      | G.ブノワ Gregory Benoist         | M.デルザングル Mikel Delzangles             |
| 16   | 1    | シームーン Sea Moon ()                       | イギリス     | 牡4  | 59.5      | R.ムーア Ryan Moore              | M.スタウト Michael Stoute                   |
| 17   | 14   | マスターストローク Masterstroke ()           | フランス     | 牡3  | 56.0      | M.バルザローナ Mickael Barzalona | A.ファーブル Andre Fabre                    |
| 18   | 6    | オルフェーヴル Orfevre ()                    | 日本         | 牡4  | 59.5      | C.スミヨン Christophe Soumillon  | 池江泰寿 Yasutoshi Ikee                     |

## 競走内容
横一線のスタートから、マスターストロークが逃げ、ロビンフッドが2番手を追走する。日本から挑戦したオルフェーヴルは、馬群外側の後方2、3番手を追走する。道中は大きな順位の変動はなく淡々と流れていく。最後の直線で、オルフェーヴルが馬なりで大外からポジションを上げていき、追い出されると勢いよく先頭に立ち、さらに後続を突き放した。しかし、大外から内ラチ際まで大きくよれて失速、盛り返してきたソレミアがゴール直前でオルフェーヴルを差しきり、優勝を飾った。1番人気に推されたキャメロットは7着、サオノワは見せ場無く15着に大敗した。

## 競走結果
| 着順 | 馬名              | 勝ち時計 |
| 1着  | Solemia           | 2:37.68  |
| 2着  | Orfevre           | クビ     |
| 3着  | Masterstroke      | 7        |
| 4着  | Haya Landa        | 1        |
| 5着  | Yellow And Green  | 1/2      |
| 6着  | Great Heavens     | 2 1/2    |
| 7着  | Camelot           | 1        |
| 8着  | Sea Moon          | ハナ     |
| 9着  | Shareta           | アタマ   |
| 10着 | Bayrir            | 2 1/2    |
| 11着 | St Nicholas Abbey | クビ     |
| 12着 | Meandre           | 2 1/2    |
| 13着 | Kesampour         | 2        |
| 14着 | Mikhail Glinka    | 大差     |
| 15着 | Saonois           | 7        |
| 16着 | Ernest Hemingway  | 4        |
| 17着 | Aventino          | 大差     |
| 18着 | Robin Hood        | 12       |

結果については、Racing Postホームページおよび月刊『優駿』2012年11月号、p.13頁を参照。

## 記録
- 日本馬の2着は、1999年のエルコンドルパサー、2010年のナカヤマフェスタに続き3度目である[34]。
- オリビエ・ペリエは、史上5人目となる凱旋門賞4勝目を挙げた[35]。